# Fels am Wagram
Fels am Wagram osztrák mezőváros Alsó-Ausztria Tullni járásában. 2022 januárjában 2404 lakosa volt. 

## Elhelyezkedése

Fels am Wagram a Tullni járásban

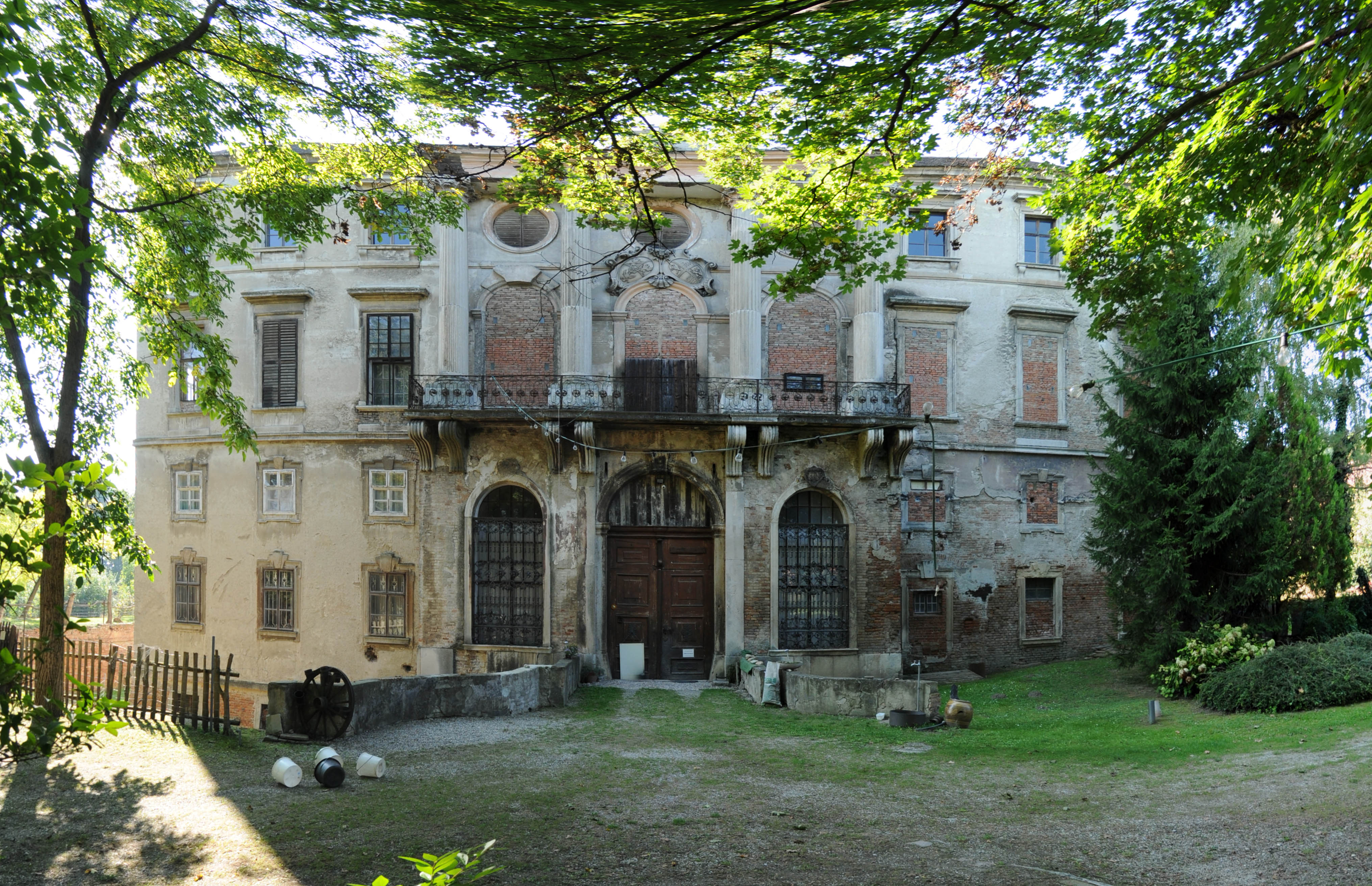
A thürnthali kastély

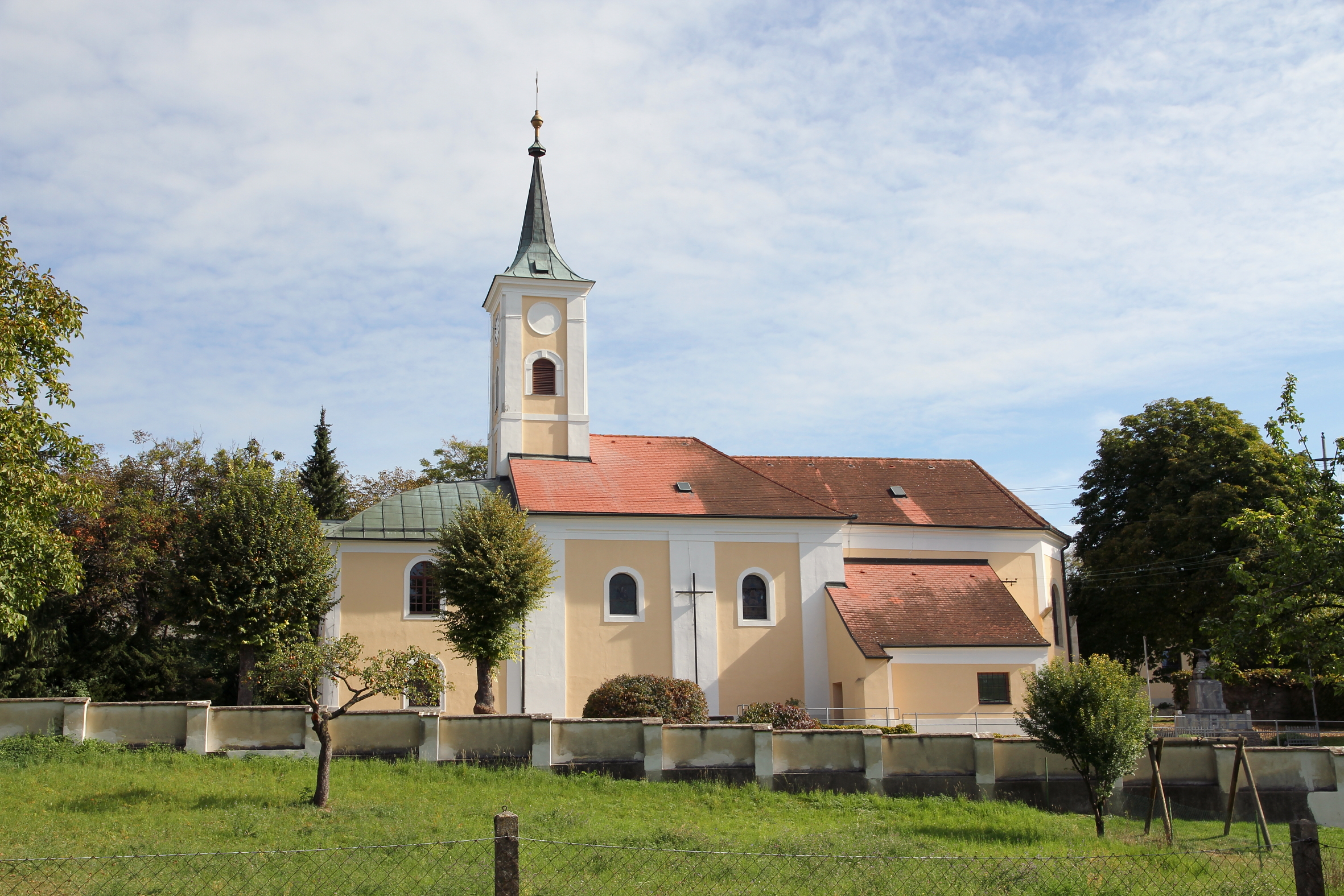
A gösingi Keresztelő SZt. János-plébániatemplom

Fels am Wagram a tartomány Weinviertel régiójában fekszik a Wagram dombságán. Területének 7,5%-a erdő, 26,9% szőlő, 55,1% áll egyéb mezőgazdasági művelés alatt. Az önkormányzat 4 települést egyesít: Fels am Wagram (1628 lakos 2022-ben), Gösing am Wagram (356), Stettenhof (149) és Thürnthal (271).
A környező önkormányzatok: északkeletre Großriedenthal, délkeletre Kirchberg am Wagram, délnyugatra Grafenwörth, nyugatra Grafenegg, északnyugatra Straß im Straßertale, északra Hohenwarth-Mühlbach am Manhartsberg. 	

## Története
Felset 1158-ban említik először a bécsi Skót apátság adománylevelében. A 14. században a Liechtenstein családé volt, akik eladták Kaspar von Starhembergnek. A 16. században már önálló uradalmi központ volt. A 16-17. században gyakran cserélt gazdát, végül 1701-ben Sigmund Friedrich von Engel örökölte meg és Fels, valamint kastélya 1840-ig a család birtokában maradt. 1830-ban szinte az egész település leégett. 1834-ben 171 házában 230 család élt; ezenfelül 35 lovat, 30 ökröt, 237 marhát és 332 birkát számláltak össze. 1848-ban az önkormányzatok megalakulásával Fels és Thürntal közös községet hozott létre. 1871-ben a Krems-Abdorf szárnyvonal megépítésével Fels is bekerült a vasúti hálózatba. 1927-ben a községet mezővárosi rangra emelték. 
Az Anschluss után, 1938 nyarán a német Wehrmacht repülőtér építésébe kezdett Fels mellett, amely aztán a 24. repülőezred bázisául szolgált. A második világháború kitörése után az ezredet a frontra vezényelték a repülőbázison pedig összesen kétezer nő kapott híradóskiképzést. 1943-tól vadászgépek védték innen a Reich légterét. A repülőtér mellett tábort létesítettek, ahol magyar zsidó kényszermunkásokat dolgoztattak. A háború után a helybeliek lebontották a bázis épületeit és anyagukból a megrongálódott lakóházakat javították ki. 1954-ben a légibázis maradékát is lebontották és szántóföldeket létesítettek a helyén. 
1971-ben Gösing, Stettenhof és Thürnthal községek csatlakoztak Felshez.

## Lakosság
A Fels am Wagram-i önkormányzat területén 2022 januárjában 2404 fő élt. A lakosságszám 1991 óta gyarapodó tendenciát mutat. 2020-ban az ittlakók 93,2%-a volt osztrák állampolgár; a külföldiek közül 2% a régi (2004 előtti), 2,4% az új EU-tagállamokból érkezett. 1,6% az egykori Jugoszlávia (Szlovénia és Horvátország nélkül) vagy Törökország, 0,9% egyéb országok polgára volt. 2001-ben a lakosok 90,6%-a római katolikusnak, 1,3% evangélikusnak, 1,6% mohamedánnak, 6% pedig felekezeten kívülinek vallotta magát. Ugyanekkor a legnagyobb nemzetiségi csoportot a németek (98%) mellett a törökök alkották 5 fővel (0,3%).
A népesség változása:

| 2016 | 2 196 |
| 2018 | 2 318 |

## Látnivalók
- a thürnthali kastély
- a felsi kastély és a helytörténeti múzeum
- a Szt. Margit-plébániatemplom
- a gösingi Keresztelő Szt. János-plébániatemplom

## Testvértelepülések
- Fels (Luxemburg)

## Fordítás
- Ez a szócikk részben vagy egészben  a   Fels am Wagram című német Wikipédia-szócikk ezen változatának fordításán alapul.  Az eredeti cikk szerkesztőit annak laptörténete sorolja fel. Ez a jelzés csupán a megfogalmazás eredetét és a szerzői jogokat jelzi, nem szolgál a cikkben szereplő információk forrásmegjelöléseként.